# Бои за Симоносеки
Бои за Симоносеки (яп. 下関戦争/ 馬関戦争 симоносэки сэнсо: / бакан сэнсо:, 1863—1864) — вооружённый конфликт в Японии между княжеством Тёсю и коалицией четырёх западных государств — Великобритании, Франции, Голландии и США.

## История
После заключения Японией неравноправных договоров с государствами Европы и США в стране возникло мощное антииностранное движение. Его проводником выступал западнояпонское княжество Тёсю.
25 июня 1863 года радикально настроенные представители этого княжества, под предлогом выполнения императорского рескрипта об изгнании варваров, утверждённого сёгунатом, обстреляли в Симоносекском проливе торговые корабли США и военные корабли Франции и Голландии. В ответ, 20 июля того же года, международная эскадра в составе кораблей Великобритании, Франции, Голландии и США обстреляла порт Симоносеки.
Молодые политики из княжества Тёсю, такие, как Ито Хиробуми и Иноуэ Каору, вернувшиеся со стажировки в Великобритании, попытались урегулировать конфликт дипломатическим путем. Однако переговоры провалились, и в сентябре 1864 года военные действия были возобновлены. На протяжении 3 дней силы княжества Тёсю сопротивлялись, но противостоять новейшей артиллерии не могли. Европейцы и американцы высадились в Симоносеки и захватили важные стратегические пункты города. После этого, по инициативе Такасуги Синсаку, переговоры возобновились.
8 сентября 1864 года был заключён мир, согласно которому княжество Тёсю обязывалось уничтожить огневые точки в районе Симоносекского пролива, признавало право экстерриториальности его вод, открывало торговлю с иностранцами и обеспечивало иностранные корабли провиантом и топливом. Выплачивать контрибуцию представители княжества отказались, так как формально действовали не по собственной инициативе, а по распоряжению Императора.
Поражение княжества Тёсю в войне было ударом по партии радикалов внутри княжества. Власть в нём перешла к умеренным консерваторам, которые оставили антииностранные лозунги и перешли к модернизации своего удела.